# Mike Chapman
Michael Donald Chapman (Nambour, Australia, 13 de abril de 1947) es un productor discográfico australiano y un compositor de gran relevancia en la industria de la música pop británica, en la década de 1970. 
Junto con su socio comercial Nicky Chinn (dúo generalmente acreditado como Chinn & Chapman), creó una serie de sencillos de gran  éxito para artistas como Sweet,  Suzi Quatro,  Smokie, Mud y Racey, creando un sonido caracterísicto que llegó a ser identificado con la marca "Chinnichap".  Más tarde, en solitario produjo álbumes innovadores de Blondie y The Knack.

## Canciones exitosas
La siguiente es una lista de canciones producidas, o escritas y producidas por Chapman / Chinn o bien, con Chapman como único productor que aparecieron en los UK Singles Chart:
- 1971:

New World: "Tom Tom Turnaround", "Kara Kara"
The Sweet: "Funny Funny", "Co-Co", "Alexander Graham Bell"
- 1972:

The Sweet: "Poppa Joe", "Little Willy", "Wig-Wam Bam"
New World: "Sister Jane"
- 1973:

Mud: "Crazy", "Hypnosis", "Dyna-Mite"
Suzi Quatro: "Can the Can", "48 Crash", "Daytona Demon"
The Sweet: "Block Buster!", "Hellraiser", "The Ballroom Blitz"
- 1974:

Arrows: "Touch Too Much"
Mud: "Tiger Feet", "The Cat Crept In", "Rocket", "Lonely This Christmas"
Suzi Quatro: "Devil Gate Drive", "Too Big", "The Wild One"
The Sweet: "Teenage Rampage", "The Sixteens", "Turn It Down"
- 1975:

Mud: "The Secrets That You Keep", "Moonshine Sally" (originally recorded in 1972), "One Night"
Suzi Quatro: "Your Mama Won’t Like Me"
Smokie: "If You Think You Know How to Love Me", "Don't Play Your Rock 'n' Roll to Me"
- 1976:

Smokie: "Something's Been Making Me Blue", "I'll Meet You at Midnight", "Living Next Door to Alice"
- 1977:

Suzi Quatro: "Tear Me Apart"
Smokie: "Lay Back In The Arms Of Someone", "It's Your Life", "Needles and Pins"
- 1978:

Suzi Quatro: "The Race is On", "If You Can’t Give Me Love", "Stumblin' In" (with Chris Norman)
Racey: "Lay Your Love on Me"
Smokie: "For A Few Dollars More", "Oh Carol"
Exile: "Kiss You All Over"
Nick Gilder: "Hot Child in the City"
- 1979:

Suzi Quatro: "She's in Love with You"
Racey: "Some Girls"
- 1980:

Suzi Quatro: "Mama's Boy" (producer only), "I've Never Been in Love" (producer only)
- 1982:

Toni Basil: "Mickey"
- 1983:

Altered Images: "Don't Talk To Me About Love" (sole producer only), "Love To Stay" (sole producer only)
Bow Wow Wow: "Do Ya Wanna Hold Me" (sole producer only)
Huey Lewis and the News: "Heart and Soul"
Pat Benatar: Love Is a Battlefield (co-written with Holly Knight)
- 1984:

Tina Turner: "Better Be Good to Me" (co-written with Holly Knight)
- 1990:

Tina Turner: "The Best" (co-written with Holly Knight), also reissued in 1993 as B-side to "I Don't Wanna Fight No More"
- 1995:

Smokie featuring Roy 'Chubby' Brown: "Living Next Door to Alice" (spoof rendition).